# Бланик (гора)
Бланик (чеш. Blaník) — гора в Чехии, лежащая недалеко от населённого пункта Луневице-под-Бланикем по соседству с городом Бехине, в 30 верстах от знаменитого Табора.
Гора эта имеет две вершины, называющиеся Большим и Малым Блаником, соединенные так называемой Княжеской дорогой. На Малом Бланике (580 м) находятся развалины часовни святой Марии Магдалины, а на Большом Бланике, поднимающемся на 638 м над уровнем моря, виднеются следы древнего каменного укрепления, построенного по первобытной системе из громадных камней, положенных друг на друга без всякого цемента. Близ укреплений стоит сухой дуб, между корнями которого бьет ключ воды.

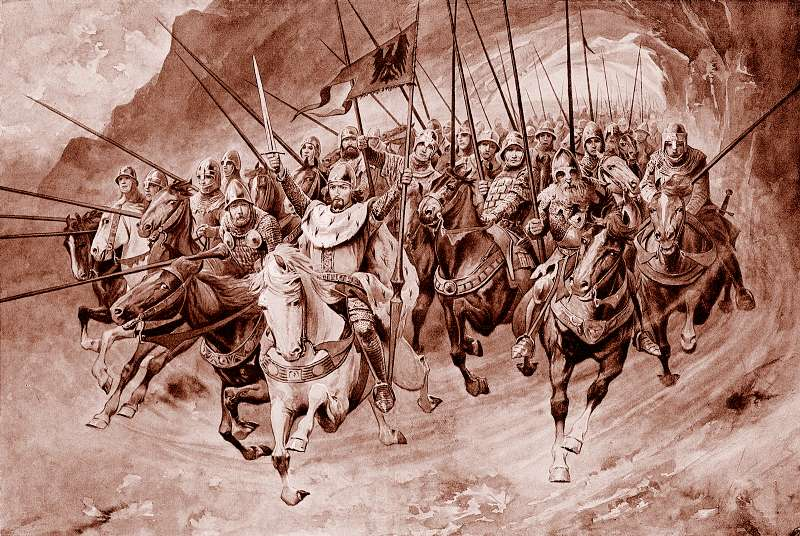
Бланикские рыцари выходят из горы. Венцеслав Черны, 1898.

С этою горою соединяется одна из прекраснейших легенд чешского народа: внутри горы спят рыцари, когда-то убитые на войне, лежа на земле и каменных скамьях; при одних лежат доспехи, другие держат в руках мечи или сидят на лошадях, склонившись на их гривы. Вода ключа, который виднеется на горе, течёт струей между оседланными лошадьми, стоящими при стенах пещеры; каждый год в день Ивана Купалы таинственный Бланик открывает свои недра, и рыцари едут к ключу поить лошадей, после чего иногда остаются на почве следы копыт. В светлые лунные ночи рыцари выезжают из пещеры на турниры, после чего земля на горе изрыта подковами. Рыцари постоянно настороже, ждут знака, когда надо им будет выйти на свет божий. Однажды через отверстие, считаемое входом в пещеру, проник внутрь горы молодой пастух, который вдруг очутился среди грозных и тихих рядов рыцарей: он нечаянно дотронулся до одного из них в тот проснувшись спросил: «Пора уж идти в бой?», но старый вождь рыцарей святой Вацлав (по другим данным, Зденек Засмуцкий) ответил: «Нет, спи ещё». Придёт время, когда сухой дуб зазеленеет, вода переполнит ключ и побежит ручьём вниз, тогда раскроется гора и из неё выйдут все славные чешские рыцари, чтобы в окончательном бою сразить всех врагов отечества.
Подобные легенды приурочены в Моравии к князю Святополку, в Сербии они говорят о Марке кралевиче, в Черногории — об Иване Черноевиче, у лужицких сербов, в Малороссии, — о легендарной царице Елене, в Приволожских областях — о Стеньке Разине, в Польше в нескольких местностях — о королеве Ядвиге, Владиславе Локетке, Болеславе Смелом, гетмане Стефане Чарнецком и святом Яне Кантом. Легенды, сходные со славянскими преданиями, встречаются и у других народов, хотя не так полны и не так поэтичны. Легенда в Чехии, как видно из источников, была известна уже в XV веке; первое о ней известие относится к 1407 году; многие легенды о Бланике отметил Бальбин около 1680 года.

## Комментарии
1. ↑  Для сравнения: Верыга. Spiący rycerze. // журнал «Wisła». — Т. III. — С. 845 и далее.